# FK Atlantas
FK Atlantas este un club de fotbal lituanian din orașul Klaipėda.
Numele clubului s-a schimbat de mai multe ori de-a lungul timpului. În 1962 a fost ales numele Granitas, care a devenit apoi PSK Aras în 1993. Din 1996 se numește Atlantas, care în limba lituaniană înseamnă Oceanul Atlantic.
Atlantas a câștigat campionatul lituanian în 1978, 1980, 1981 și 1984.

## Realizări
- A lyga: 4

1978, 1980, 1981, 1984
- Cupa lituaniană: 6

1977, 1981, 1983, 1986, 2001, 2003

## Participări în cupele UEFA
- 2001 aug 09 Atlantas - Rapid București (România) 0:4
- 2001 aug 23 Rapid - Atlantas 8:0
- 2002 aug 15 PFC Litex Lovech (Bulgaria) - Atlantas 5:0
- 2002 aug 29 Atlantas - Litex 1:3
- 2003 aug 14 Dyskobolia (Polonia) - Atlantas 2:0
- 2003 aug 27 Atlantas - Dyskobolia 1:4

## Participări în campionatele lituaniene
| Sezon   | Div. | Liga                 | Locul | @      |
| ------- | ---- | -------------------- | ----- | ------ |
| 1996/97 | 1.   | A lyga               | 7.    | [ 1 ]  |
| 1997/98 | 1.   | A lyga               | 6.    |        |
| 1998/99 | 1.   | A lyga               | 6.    | [ 2 ]  |
| 1999    | 1.   | A lyga               | 3.    | [ 3 ]  |
| 2000    | 1.   | A lyga               | 3.    | [ 4 ]  |
| 2001    | 1.   | A lyga               | 2.    | [ 5 ]  |
| 2002    | 1.   | A lyga               | 2.    | [ 6 ]  |
| 2003    | 1.   | A lyga               | 5.    | [ 7 ]  |
| 2004    | 1.   | A lyga               | 3.    | [ 8 ]  |
| 2005    | 1.   | A lyga               | 7.    | [ 9 ]  |
| 2006    | 1.   | A lyga               | 6.    | [ 10 ] |
| 2007    | 1.   | A lyga               | 6.    | [ 11 ] |
| 2008    | 1.   | A lyga               | 6.    | [ 12 ] |
| 2009    | 3.   | Antra lyga (Vakarai) | 1.    | [ 13 ] |
| 2010    | 2.   | Pirma lyga           | 7.    | [ 14 ] |
| 2011    | 1.   | A lyga               | 11.   | [ 15 ] |
| 2012    | 1.   | A lyga               | 8.    | [ 16 ] |
| 2013    | 1.   | A lyga               | 2.    | [ 17 ] |
| 2014    | 1.   | A lyga               | 3.    | [ 18 ] |
| 2015    | 1.   | A lyga               | 3.    | [ 19 ] |
| 2016    | 1.   | A lyga               | 4.    | [ 20 ] |
| 2017    | 1.   | A lyga               | 4.    | [ 21 ] |
| 2018    | 1.   | A lyga               | 6.    | [ 22 ] |
| 2019    | 1.   | A lyga               | 6.    | [ 23 ] |

## Antrenori
| - Algirdas Klimkevičius (19??–66) - Algirdas Vosylius (1967–??) - Romualdas Dambrauskas (19??–70) - Henrikas Markevičius (1976–78) - Fiodoras Finkelis (1978) - Vladas Ulinauskas (1980) - Romas Lavrinavičius (1981) - Algirdas Mitigajla (1982–83) - Česlovas Urbonavičiûs (1984–86) - Vytautas Gedgaudas (1986–89) - Česlovas Urbonavičius (1984) - Vytautas Gedgaudas (1992 – martie 95) - Algirdas Mitigajla (martie 1995–00) - Arunas Šujka (2000) - Vacys Lekevičius (2001–04) - Šenderis Giršovičius (2002) - Igoris Pankratjevas (2003–05) - Vacys Lekevičius (2005) | - Igoris Pankratjevas (2006) - Arminas Narbekovas (2006–07) - Mindaugas Čepas (2008–09) - Šenderis Giršovičius (2009–10) - Saulius Mikalajunas (Dec 23, 2009 – 20 mai 2010) - Igoris Pankratjevas (2010) - Vitalijus Stankevičius (2011) - Romualdas Norkus (1 martie 2012 – 30 iunie 2012) - Sébastien Roques (July 2012 – Nov 12) - Konstantin Sarsania (Jan 1, 2013– 27 mai 2017) - Sergej Savchenkov (28 mai 2017–Jun 13, 2017) - Rimantas Žvingilas (Jun 13, 2017–Jul 23, 2017) - Igoris Pankratjevas (Jul 23, 2017– sfârșitul 2017) - Algimantas Briaunys (Januarie 2018) - Viktors Dobrecovs (2019) |